# Lorenza Indovina
Lorenza Indovina (Palermo, 5 ottobre 1966) è un'attrice italiana.

## Biografia
Nata a Palermo, a sei anni rimase orfana del padre, il regista Franco Indovina, morto in un incidente aereo vicino a Palermo. Si è trasferita a Roma verso la fine degli anni ottanta. Qui si è diplomata come attrice all'Accademia Nazionale d'Arte Drammatica "Silvio D'Amico" nel 1991 e ha lavorato, per il teatro, il cinema e la televisione.
Nel 1997 è stata nominata al David di Donatello come miglior attrice non protagonista nella pellicola drammatica La tregua. Particolarmente apprezzata è la sua interpretazione nel film di Gianluca Maria Tavarelli, Un amore, per cui ha avuto diversi riconoscimenti: migliore attrice al Sulmona International Film Festival, migliore attrice al Festival Mons, miglior attrice al Mirto d'oro, e una nomination come attrice protagonista ai David di Donatello. Inoltre è stata premiata come migliore attrice esordiente alle Grolle d'oro a Saint-Vincent per Almost Blue.
Attiva soprattutto in ruoli brillanti, la si ricorda particolarmente accanto al comico Antonio Albanese, da lei affiancato nelle pellicole La fame e la sete (1999), diretto dallo stesso Albanese, e Qualunquemente (2011) di Giulio Manfredonia.
Nel 2006 è interprete, insieme a Giulio Scarpati, dello spettacolo teatrale Una storia d'amore, trasposizione della regista Nora Venturini della pièce di François Nocher, che racconta la straordinaria storia d'amore che legò per circa sei anni Anton Čechov e Ol'ga Knipper.
Nel 2008 è stata protagonista del film In nome del figlio.
Nel 2014 interpreta il ruolo del Pubblico ministero Tiziana Siciliano nel film verità L'infiltrato - Operazione clinica degli orrori. Nel 2018 partecipa alla seconda stagione della serie TV È arrivata la felicità.

## Vita privata
Dal 17 settembre 2005 è sposata con lo scrittore Niccolò Ammaniti.

## Filmografia

### Cinema
- Fantozzi va in pensione, regia di Neri Parenti (1988) - non accreditata
- Il trittico di Antonello, regia di Francesco Crescimone (1992)
- Il richiamo, regia di Claudio Bondi (1993)
- La scorta, regia di Ricky Tognazzi (1993)
- La ribelle, regia di Aurelio Grimaldi (1993)
- Il cielo è sempre più blu, regia di Antonello Grimaldi (1996)
- La tregua, regia di Francesco Rosi (1997)
- Il manoscritto di Van Hecken, regia di Nicola De Rinaldo (1998)
- Gli ultimi giorni, regia di James Moll (1998)
- La fame e la sete, regia di Antonio Albanese (1999)
- Due volte nella vita, regia di Emanuela Giordano (1999)
- Un amore, regia di Gianluca Maria Tavarelli (1999)
- Una notte per decidere, regia di Philip Haas (2000)
- Sulla spiaggia di là dal molo, regia di Giovanni Fago (2000)
- Almost Blue, regia di Alex Infascelli (2000)
- La vita come viene, regia di Stefano Incerti (2003)
- Nessun messaggio in segreteria, regia di Luca Miniero e Paolo Genovese (2005)
- Luna e le altre, regia di Elisabetta Villaggio (2005)
- Bambini, registi vari (2006)
- Basta un niente, regia di Ivan Polidoro (2007)
- Il segreto di Rahil, regia di Cinzia Bomoll (2006)
- Il passato è una terra straniera, regia di Daniele Vicari (2008)
- Qualunquemente, regia di Giulio Manfredonia (2011)
- Tutto tutto niente niente, regia di Giulio Manfredonia (2012)
- Tutti contro tutti, regia di Rolando Ravello (2013)
- Io rom romantica, regia di Laura Halilovic (2014)
- La terra dei santi, regia di Fernando Muraca (2015)
- Forever Young, regia di Fausto Brizzi (2016)
- Io sono Gaetano, regia di Rolando Colla (2018)
- Cetto c'è, senzadubbiamente, regia di Giulio Manfredonia (2019)
- Cosa sarà, regia di Francesco Bruni (2020)
- Bocche inutili, regia di Claudio Uberti (2022)
- I pionieri , regia di Luca Scivoletto (2022)

### Televisione
- Il cielo non cade mai, regia di Gianni Ricci – miniserie TV (1992)
- La piovra 7 - Indagine sulla morte del commissario Cattani, regia di Luigi Perelli – miniserie TV (1995)
- Non parlo più, regia di Vittorio Nevano – film TV (1995)
- L'avvocato delle donne, regia di Antonio Frazzi e Andrea Frazzi – miniserie TV (1997)
- Don Milani - Il priore di Barbiana, regia di Andrea e Antonio Frazzi – miniserie TV  (1997)
- Amico mio 2 – serie TV (1998)
- Più leggero non basta, regia di Elisabetta Lodoli – film TV (1998)
- Padre Pio, regia di Carlo Carlei – miniserie TV (2000)
- Un bacio nel buio, regia di Roberto Rocco – miniserie TV (2000)
- Marcinelle, regia di Andrea e Antonio Frazzi – miniserie TV (2001)
- Il gruppo, regia di Anna Di Francisca – film TV (2001)
- R.I.S. 2 - Delitti imperfetti – serie TV, 8 episodi (2006)
- A voce alta, regia di Vincenzo Verdecchi – miniserie TV (2006)
- Il segreto di Arianna, regia di Gianni Lepre – film TV (2007)
- Mogli a pezzi – serie TV (2008)
- Tutti per Bruno – serie TV (2010)
- Benvenuti a tavola - Nord vs Sud – serie TV (2012-2013)
- Paolo Borsellino - I 57 giorni, regia di Alberto Negrin – film TV (2012)
- L'infiltrato - Operazione clinica degli orrori, scritto e diretto da Cristiano Barbarossa e Giovanni Filippetto – film TV (2014)
- Tutti insieme all'improvviso – serie TV (2016)
- Sotto copertura - La cattura di Zagaria – serie TV (2017)
- Liberi sognatori - La scorta di Borsellino, regia di Stefano Mordini – film TV (2018)
- È arrivata la felicità – serie TV (2018)
- Il miracolo – serie TV, 8 episodi (2018)
- Prima che la notte, regia di Daniele Vicari – film TV (2018)
- I topi – serie TV (2018)
- Rocco Schiavone – serie TV, 14 episodi (2018-in corso)
- I topi 2 – serie TV (2020)
- Buon lavoro! – miniserie TV (2021)
- Luna Park – serie TV, 3 episodi (2021)
- Tutto chiede salvezza – serie TV (2022-2024)

### Cortometraggi
- Prima dell'Opera prima (1988)
- Stasera torno prima, regia di Libero De Rienzo (2008)

## Audiolibri
- Niccolò Ammaniti, Anna, collana Emons Audiolibri. Bestseller, Roma, Emons, 2018, ISBN 978-88-6986-266-3.

## Riconoscimenti
- David di Donatello
  - 1997 – Candidatura alla miglior attrice non protagonista per La tregua
  - 2000 – Candidatura alla miglior attrice protagonista per Un amore

- Grolla d'oro
  - 2001 – Miglior attrice per Almost Blue

- Sulmona International Film Festival
  - 2001 – Miglior attrice per Un amore

- Premio Szjako
  - 2017 – Candidatura al personaggio straniero più simpatico